# Erica mucronata
Erica mucronata är en ljungväxtart som beskrevs av Gábor Gabriel Andreánszky. Erica mucronata ingår i släktet klockljungssläktet, och familjen ljungväxter. Inga underarter finns listade i Catalogue of Life.